# تاوزيانت
تاوزيانت بلدية جزائرية تقع غرب ولاية خنشلة تابعة لدائرة قايس. يبلغ عدد سكانها حوالي 10748 نسمة (تعداد 2008) وتعتبر منطقة فلاحية بالدرجة الأولى.

## التسمية
الاسم الحالي تاوزيانت (بالأمازيغية: هاوزيانت) يعني بالدارجة الجزائرية الزينة أي الجميلة.

## التقسيم الإداري
تتكون البلدية من التجمعات السكانية التالية:
- تاوزيانت

- أولاد سي زويد
- أولاد عْمُر
- أولا عَمْيَر
- شرفة
- أولاد غربي

## تاريخها
تأسست البلدية سنة 1957 تحت اسم فايس نسبةً للمعمر الفرنسي فايس، وتغير إسمها بعد الاستقلال إلى تاوزيانت. وكانت آنذاك تابعة لولاية باتنة إلى أن أصبحت تابعة لولاية خنشلة أثناء التقسيم الإداري سنة 1984.
هي من ضمن البلديات المشاركة في حرب التحرير ضد الاستعمار الفرنسي وقدمت تضحيات كثيرة من اجل الجزائر،
إعتبارًا من 22 نوفمبر 1954، دعا المسؤولان على البلديات المختلطة في خنشلة و أريس، سكان الدواور المشتبه بهم [في دعمهم للثورة] مثل اشمول، يبوس، تاوزيانت، تشيليا، ملاقو، أولقا، زلاتو، تجموت وكيميل لإخلاء السكنات. وأشاروا لهم بمناطق المحتشدات التي أعدها الجيش الفرنسي. وقد مس هذا القرار سكان تاوزيانت المقدر عددهم آنذاك بـ3830 نسمة والذين حُشدوا في هضابها.
ومن أهم المعارك التي وقعت بالبلدية معركة بوعلون والتي شارك فيها ابن البلدة مجيد عمراني. وقد قُتل ما يربوا عن 200 مجاهد في تراب البلدية.

## وصلات خارجية
- فرقة رحابة - تاوزيانت - ولاية خنشلة على يوتيوب
- كتاكيت تاوزيانت جمعية التميز على يوتيوب
- معركة بوعلوان الشرسة (تاوزيانت) على يوتيوب